# Халвер
Халвер (њем. Halver) град је у њемачкој савезној држави Северна Рајна-Вестфалија. Једно је од 15 општинских средишта округа Меркиш. Према процјени из 2010. у граду је живјело 17.047 становника. Посједује регионалну шифру (AGS) 5962012, NUTS (DEA58) и LOCODE (DE HVR) код.

## Географски и демографски подаци
Халвер се налази у савезној држави Северна Рајна-Вестфалија у округу Меркиш. Град се налази на надморској висини од 410 метара. Површина општине износи 77,4 km². У самом граду је, према процјени из 2010. године, живјело 17.047 становника. Просјечна густина становништва износи 220 становника/km².

## Међународна сарадња
| Мјесто      | Држава    | Врста сарадње | Од    |
| ----------- | --------- | ------------- | ----- |
| Катринехолм | Шведска   | партнерство   | 1963. |
| Омон        | Француска | партнерство   | 1975. |
| Извор       |           |               |       |